# 小園南
小園南（こぞのみなみ）は、神奈川県綾瀬市の地名。現行行政地名は小園南一丁目および二丁目。郵便番号は252-1122。面積は0.14km2。

## 地理
市内北西部の目久尻川左岸に位置する。地内はほぼ全域が住宅地で、南西部に調整池がある。
南以外の三方を小園に囲まれ、南は早川に接する（いずれも綾瀬市）。
地内南側が一丁目、北側が二丁目となっている。

## 歴史

### 沿革
- 1986年（昭和61年）8月11日 - 綾瀬市大字小園南部で住居表示実施、小園南一丁目・二丁目成立[5]。

## 世帯数と人口
2022年（令和4年）3月1日現在（綾瀬市発表）の世帯数と人口は以下の通りである。
| 丁目         | 世帯数 | 人口    |
| ------------ | ------ | ------- |
| 小園南一丁目 |        | 605人   |
| 小園南二丁目 |        | 738人   |
| 計           |        | 1,343人 |

### 人口の変遷
国勢調査による人口の推移。
| 年                 | 人口  |
| ------------------ | ----- |
| 1995年（平成7年）  | 1,747 |
| 2000年（平成12年） | 1,703 |
| 2005年（平成17年） | 1,583 |
| 2010年（平成22年） | 1,522 |
| 2015年（平成27年） | 1,411 |
| 2020年（令和2年）  | 1,299 |

### 世帯数の変遷
国勢調査による世帯数の推移。
| 年                 | 世帯数 |
| ------------------ | ------ |
| 1995年（平成7年）  | 512    |
| 2000年（平成12年） | 551    |
| 2005年（平成17年） | 550    |
| 2010年（平成22年） | 557    |
| 2015年（平成27年） | 558    |
| 2020年（令和2年）  | 545    |

## 学区
市立小・中学校に通う場合、学区は以下の通りとなる（2021年12月時点）。
| 番地 | 小学校             | 中学校             |
| ---- | ------------------ | ------------------ |
| 全域 | 綾瀬市立早園小学校 | 綾瀬市立城山中学校 |

## 事業所
2021年（令和3年）現在の経済センサス調査による事業所数と従業員数は以下の通りである。
| 丁目         | 事業所数 | 従業員数 |
| ------------ | -------- | -------- |
| 小園南一丁目 | 14事業所 | 35人     |
| 小園南二丁目 | 12事業所 | 32人     |
| 計           | 26事業所 | 67人     |

### 事業者数の変遷
経済センサスによる事業所数の推移。
| 年                 | 事業者数 |
| ------------------ | -------- |
| 2016年（平成28年） | 30       |
| 2021年（令和3年）  | 26       |

### 従業員数の変遷
経済センサスによる従業員数の推移。
| 年                 | 従業員数 |
| ------------------ | -------- |
| 2016年（平成28年） | 71       |
| 2021年（令和3年）  | 67       |

## 交通
地内を通る鉄道路線はない。最寄駅は小田急小田原線・相鉄本線・JR相模線海老名駅および相鉄本線かしわ台駅。

### バス
- 相鉄バス
  - 綾41系統 綾瀬車庫経由綾瀬市役所・海老名駅行き

### 道路
地内を通る高速道路・国道・県道はないが、南端で東名高速道路に接する（綾瀬SIC/BS - 海老名SA間）。

## 施設
小園南一丁目
- 小園バザール
- 小園南公園[15]
- 小園広場[15]
- 東名緑地[15]

小園南二丁目
- 綾瀬小園キリスト教会
- 小園西公園[15]

## その他

### 日本郵便
- 郵便番号 : 252-1122[3]（集配局 : 綾瀬郵便局[16]）。